# Katarina Fuček
Katarina Fuček (Ferdinandovac, 11. travnja 1957.) potpredsjednica Sabora.

## Životopis i dužnosti
Predsjednica skupštine općine Varaždina (1990. – 1992.), potpredsjednica Sabora i HDZ-a (1992. – 1995.), saborska zastupnica HDZ-a (1992. – 2000.), članica Vijeća Hrvatske radiotelevizije (1992), potpredsjednica Sabora (1992-1994), članica saborskog Odbora za Ustav, poslovnik i politički sustav (1994), članica Odbora za obilježavanje 50. obljetnice Bleiburških žrtava i žrtava Križnog puta (1995), članica saborskog Odbora za gospodarstvo, razvoj i obnovu (1995), članica Odbora za obilježavanje 15. svibnja kao spomendana Bleiburških žrtava i žrtava Križnog puta (1996), članica Vijeća Hrvatske radio televizije iz reda zastupnika (1996), članica Odbora za naobrazbu, znanost i kulturu (1999.), 14. na stranačkoj listi HDZ-a u 2. izbornoj jedinici za Sabor (2003), potpredsjednica saborskog Odbora za informiranje, informatizaciju i medije (2004. – 2007.), potpredsjednica Gradske skupštine Zagreba (2005), predstojnica Ureda predsjednika Vlade RH (2008. – 2009.), glavni tajnik gradskog odbora HDZ Zagreb (2010.), predsjednica zajednica žena "Katarina Zrinski" (2010.), članica Predsjedništva HDZ (2010.).

## Ostale dužnosti Katarine Fuček
- Vjesnik d.d. Zagreb, članica nadzornog odbora (1996. – 2000.)
- PBZ d.d. Zagreb, članica nadzornog odbora (1995. – 1996.)
- Narodne novine d.d., generalni direktor (1995. – 2000.)
- HRVATSKA MATICA ISELJENIKA Zagreb, ravnateljica (2006-2008)
- ZAGREBAČKI HOLDING d.o.o., članica nadzornog odbora (2007-2008)
- Zagrebački velesajam d.o.o., članica nadzornog odbora (2005. – 2007.)

## Privatni život
Udana je za Stjepana Fučeka i majka je dvoje djece. 